# Tobaj
Tobaj (ungarisch und kroatisch gleichlautend) ist eine Gemeinde mit 1400 Einwohnern (Stand 1. Jänner 2024) im Bezirk Güssing im Burgenland in Österreich.

## Geografie

### Geografische Lage

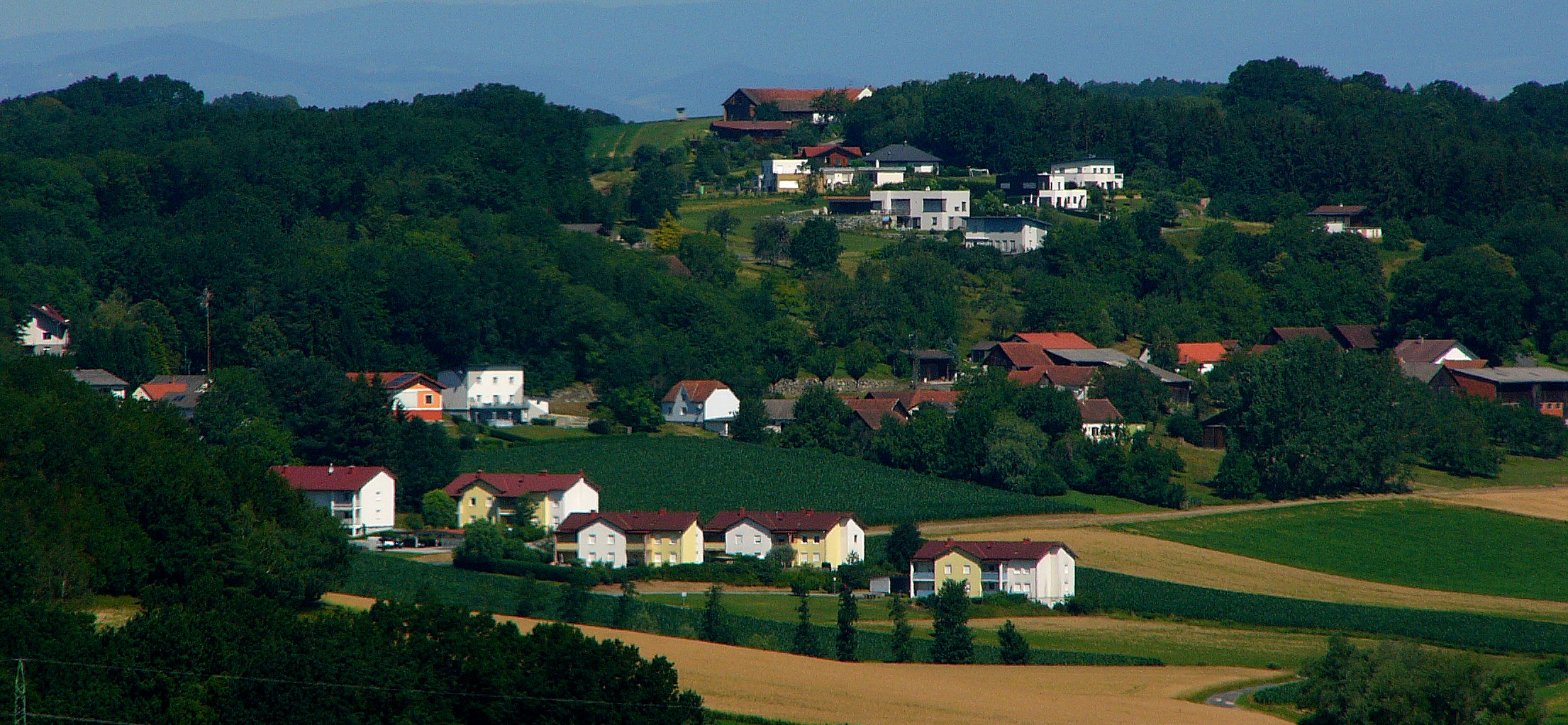
Hasendorf im Burgenland von der Burg Güssing aus gesehen

Die Gemeinde Tobaj hat eine Fläche von 58,14 Quadratkilometern und ist damit flächenmäßig eine der größten Gemeinden des Burgenlandes. Sie liegt im südlichen Teil des Burgenlandes im Tal der Strem.

### Klima
Tobaj hat pannonisches Klima.

### Gemeindegliederung
Das Gemeindegebiet umfasst folgende sechs Katastralgemeinden und gleichnamigen Ortschaften (Einwohner Stand 1. Jänner 2024):
| Katastralgemeinde und Ortschaft | Ungarischer Ortsname | Kroatischer Ortsname | Ew. |
| ------------------------------- | -------------------- | -------------------- | --- |
| Deutsch Tschantschendorf        | Németcsencs          | Nimška Čenča         | 544 |
| Hasendorf im Burgenland         | Vasnyúlfalu          | Zajčje Selo          | 95  |
| Kroatisch Tschantschendorf      | Horvátcsencs         | Hrvatska Čenča       | 112 |
| Punitz                          | Pónic                | Punić                | 298 |
| Tobaj                           | Tobaj                | Tobaj                | 285 |
| Tudersdorf                      | Taródcsencs          | Tudorica             | 66  |

Zur Gemeinde zählen auch die Ortsteile Gangelberg, Jackelberg, Oberbergen, Punitzberg, Ruisenberg, Windischberg, Beim Meierhof, Pagelberg, Rinngraben, Wieslerhäuser, Fabianische Häuser und Sauerberg.

### Nachbargemeinden
| Güttenbach St. Michael im Burgenland      | Kohfidisch | St. Kathrein im Burgenland |
| St. Michael im Burgenland Gerersdorf-Sulz | Kompass    | Strem Eberau               |
| Gerersdorf-Sulz                           | Güssing    | Güssing                    |

## Geschichte
Tobaj wird erstmals 1428 als Thobajd urkundlich erwähnt.
Der Ort gehörte – wie das gesamte Burgenland bis 1920/21 – zu Ungarn (Deutsch-Westungarn). Nach Ende des Ersten Weltkriegs wurde nach zähen Verhandlungen Deutsch-Westungarn in den Verträgen von Verträgen von St. Germain und Trianon 1919 Österreich zugesprochen.
Der Ort gehört seit 1921 zum neu gegründeten Bundesland Burgenland (siehe auch Geschichte des Burgenlandes).
Gemäß Gemeindestrukturverbesserungsgesetz vom 1. September 1970 wurden mit Wirksamkeit zum 1. Jänner 1971 die vormals selbständigen Gemeinden Tobaj, Deutsch Tschantschendorf, Punitz, Kroatisch Tschantschendorf, Hasendorf und Tudersdorf zur Gemeinde Tobaj zusammengelegt.

### Bevölkerungsentwicklung

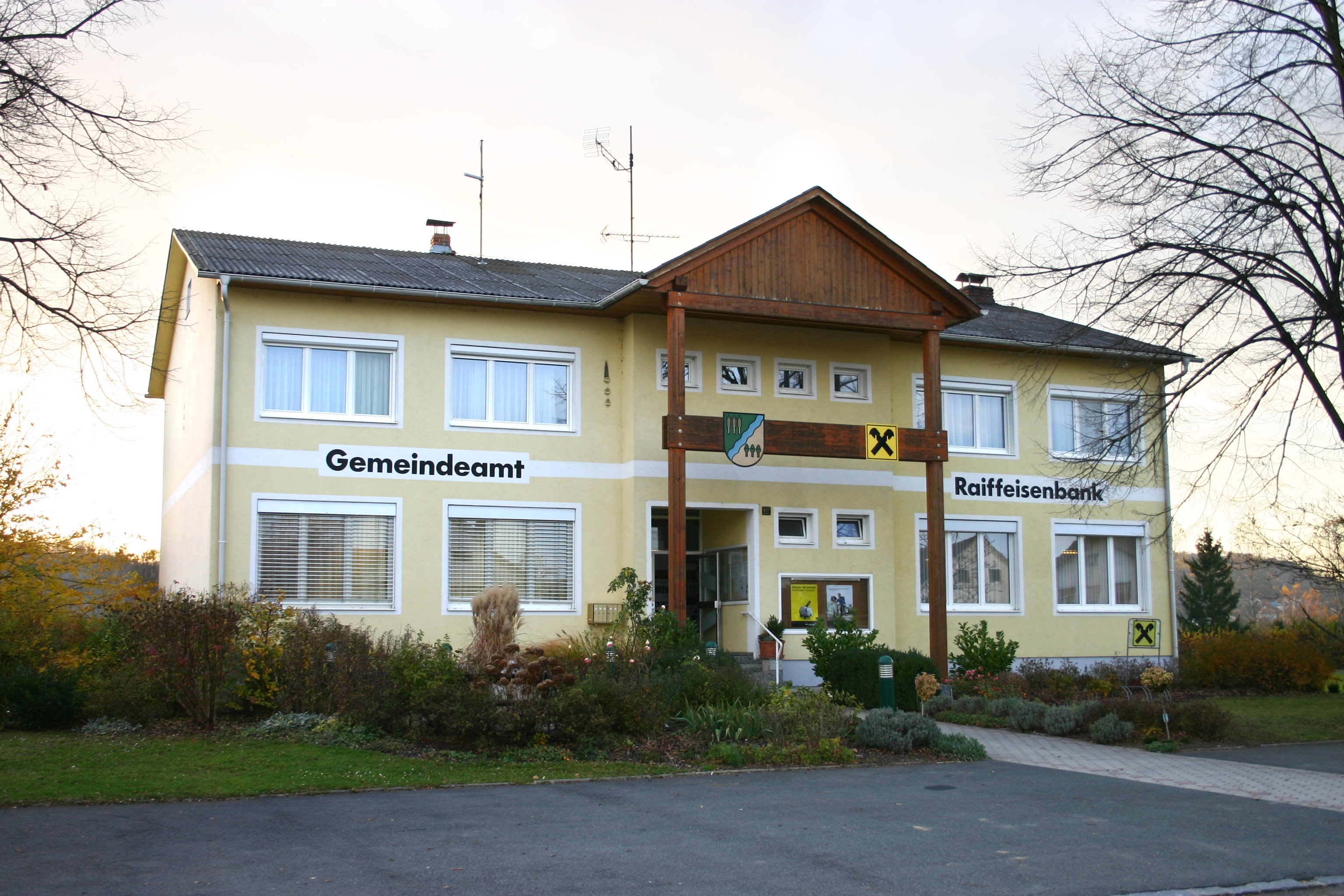
Gemeindeamt Tobaj

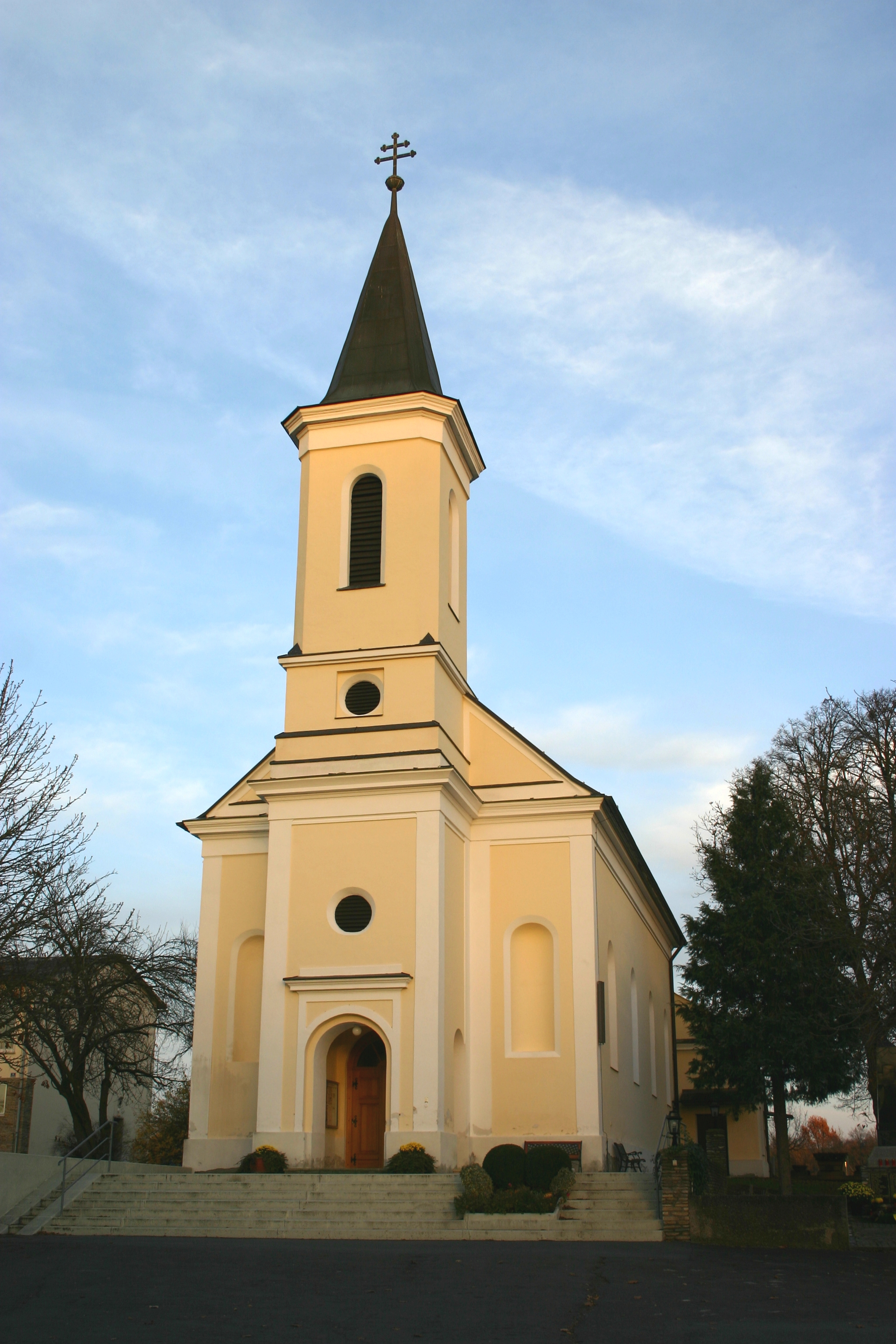
Pfarrkirche Deutsch Tschantschendorf

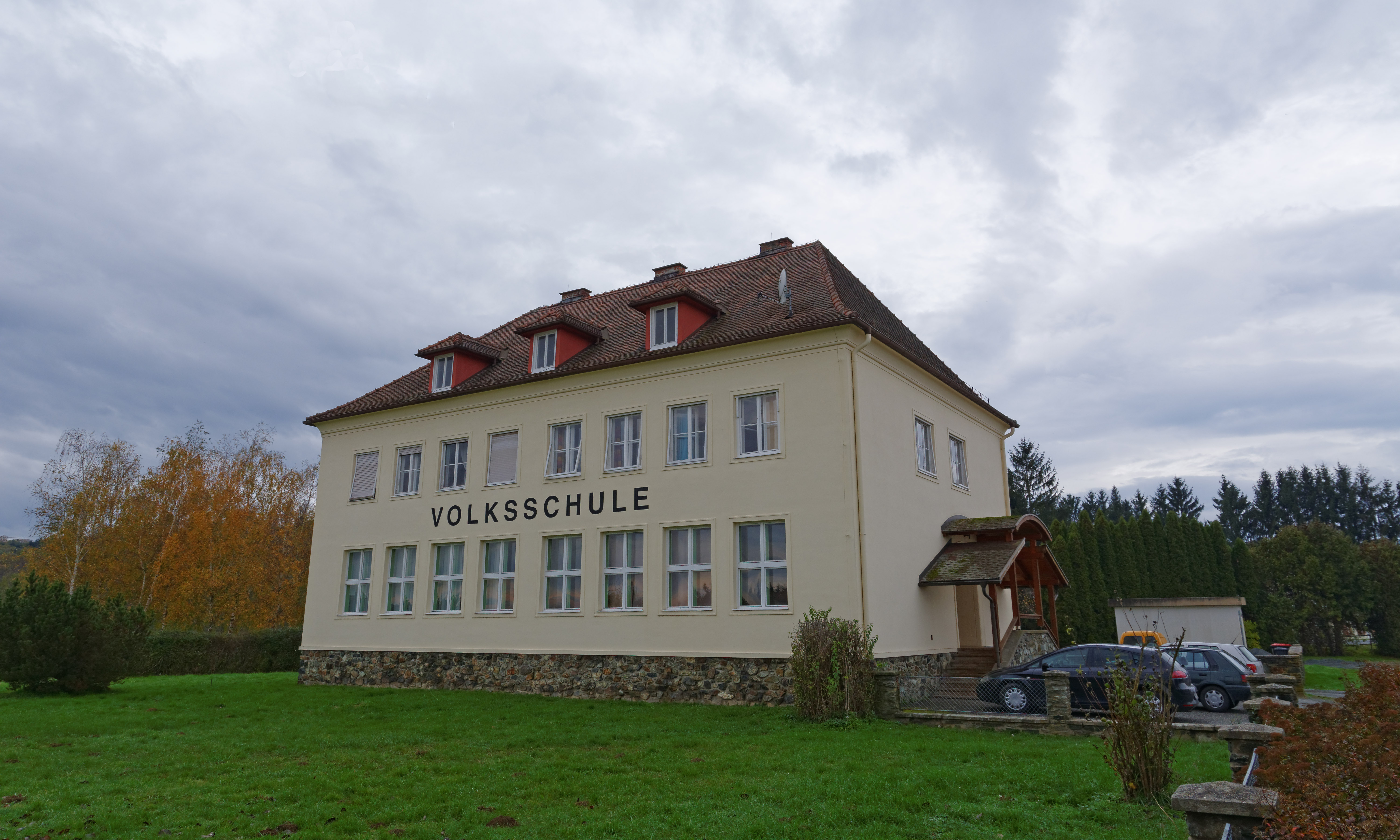
Denkmalgeschützte Volksschule Tobaj

Stark verändert hat sich im Laufe des 20. Jahrhunderts (zum Teil auch schon im 19. Jahrhundert) die ethnisch-sprachliche Situation in den seit dem 16. Jahrhundert kroatisch- bzw. mehrheitlich kroatisch besiedelten Ortsteilen der Gemeinde:
Hasendorf (Zajčje Selo): Der Ort war zu Beginn des 20. Jahrhunderts noch fast (1900: 91,3 %) bzw. gänzlich (1910: 100 %) kroatisch. Der Anteil der kroatischsprachigen Einwohner sank bis 1934 kontinuierlich (1920: 84 %; 1923: 68,1 %; 1934: 23,9 %) und verschwand in der Nachkriegszeit gänzlich.
Kroatisch Tschantschendorf (Hrvatska Čenča): Der Ort wies bis in die Zwischenkriegszeit einen sehr hohen Anteil kroatischsprachiger Einwohner aus (1900: 94,1 %; 1910: 94,6 %; 1920: 96,7 %; 1923: 95,4 %; 1934: 93,6 %). Seit der Nachkriegszeit ist dieser Anteil stark rückläufig (1951: 0,0 %; 1961: 8,9 %; 1971: 33,6 %; 1981: 20,2 %; 1991: 10,2 %; 2001: 0,0 %).
Punitz (Punić): Ab wann die kroatische Bevölkerung in diesem von kroatischen Flüchtlingen 1551 gegründeten Dorf in die Minderheit geriet, kann nicht mehr festgestellt werden. Um 1880 überwogen bereits die Deutschsprachigen (61,5 %) gegenüber den Kroaten (38,5 %). Bis 1910 sank der Anteil der Kroaten auf 6,5 %; danach weisen die Statistiken keine Einwohner mit kroatischer Umgangssprache mehr aus.
Tudersdorf (Tudorica): Bis Ende des 19. Jahrhunderts überwogen die Kroaten. Im Jahr 1880 waren von 81 Einwohnern noch 45 (55,6 %) kroatischsprachig. Im Jahre 1910 belief sich ihr Anteil auf nur mehr 7,1 %; 1934 lebte unter 96 Einwohnern noch ein einziger Kroate.

## Kultur und Sehenswürdigkeiten
- Katholische Pfarrkirche Tobaj hl. Florian
- Katholische Pfarrkirche Deutsch Tschantschendorf Mariä Geburt
- Katholische Filialkirche hl. Sebastian, Punitz
- Tobajer Kogel

### Freizeit und Sport

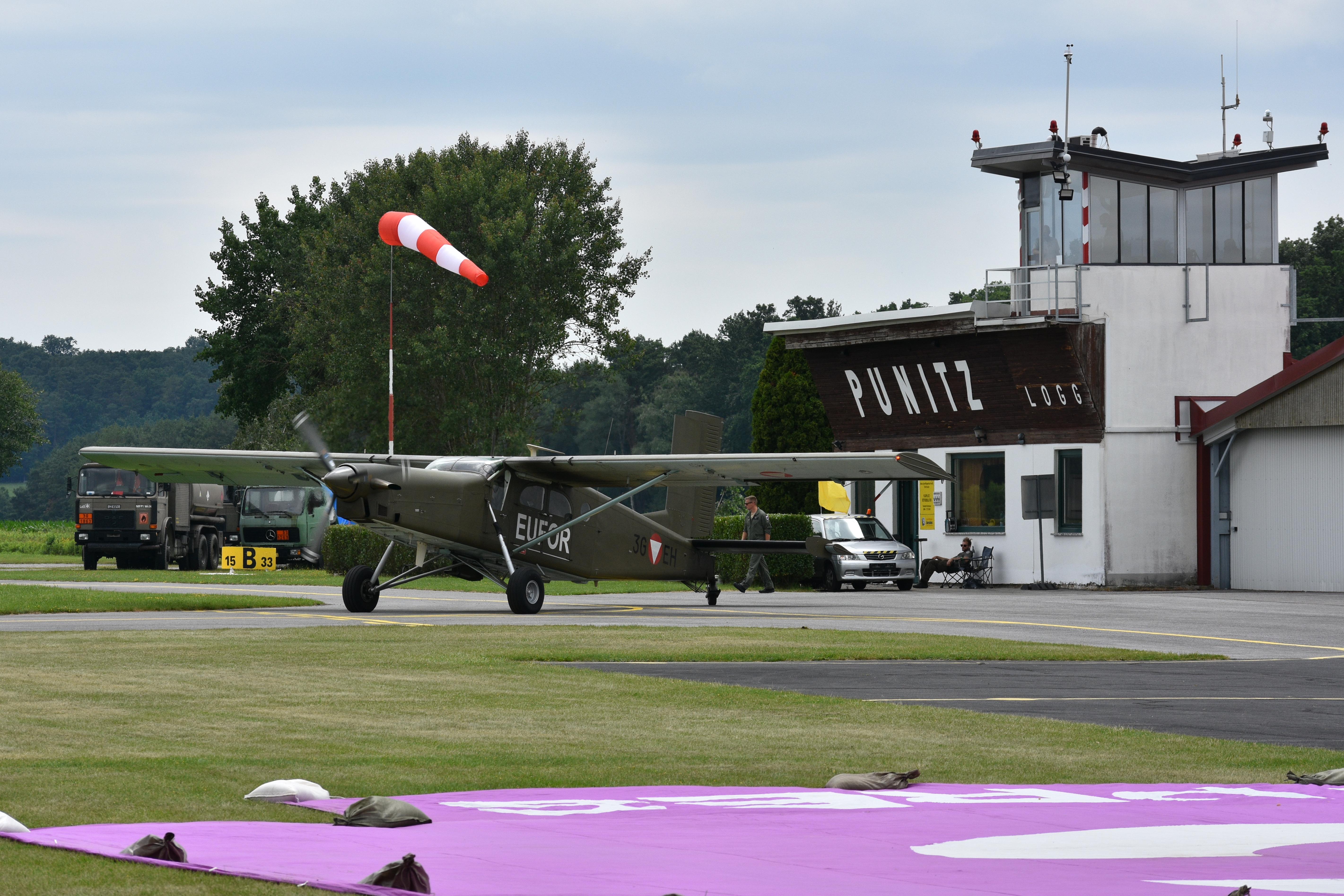
Flugplatz Punitz

Das günstige pannonische Klima begünstigt verschiedenste sportliche Aktivitäten:
- Beach-Volleyball
- Jagen in den Wäldern
- Reiten, Wandern und Radfahren: Ein weitläufiges Wegenetz auf dem Gemeindegebiet steht dafür zur Verfügung.
- Joggen, Nordic Walking und Inlineskaten
- Schwimmen
- Angeln
- Segelfliegen
- Flugplatz Punitz-Güssing: Im Ort Punitz befindet sich ein Sportflugplatz.
- Fußball: ASV Gemeinde Tobaj

## Wirtschaft und Infrastruktur

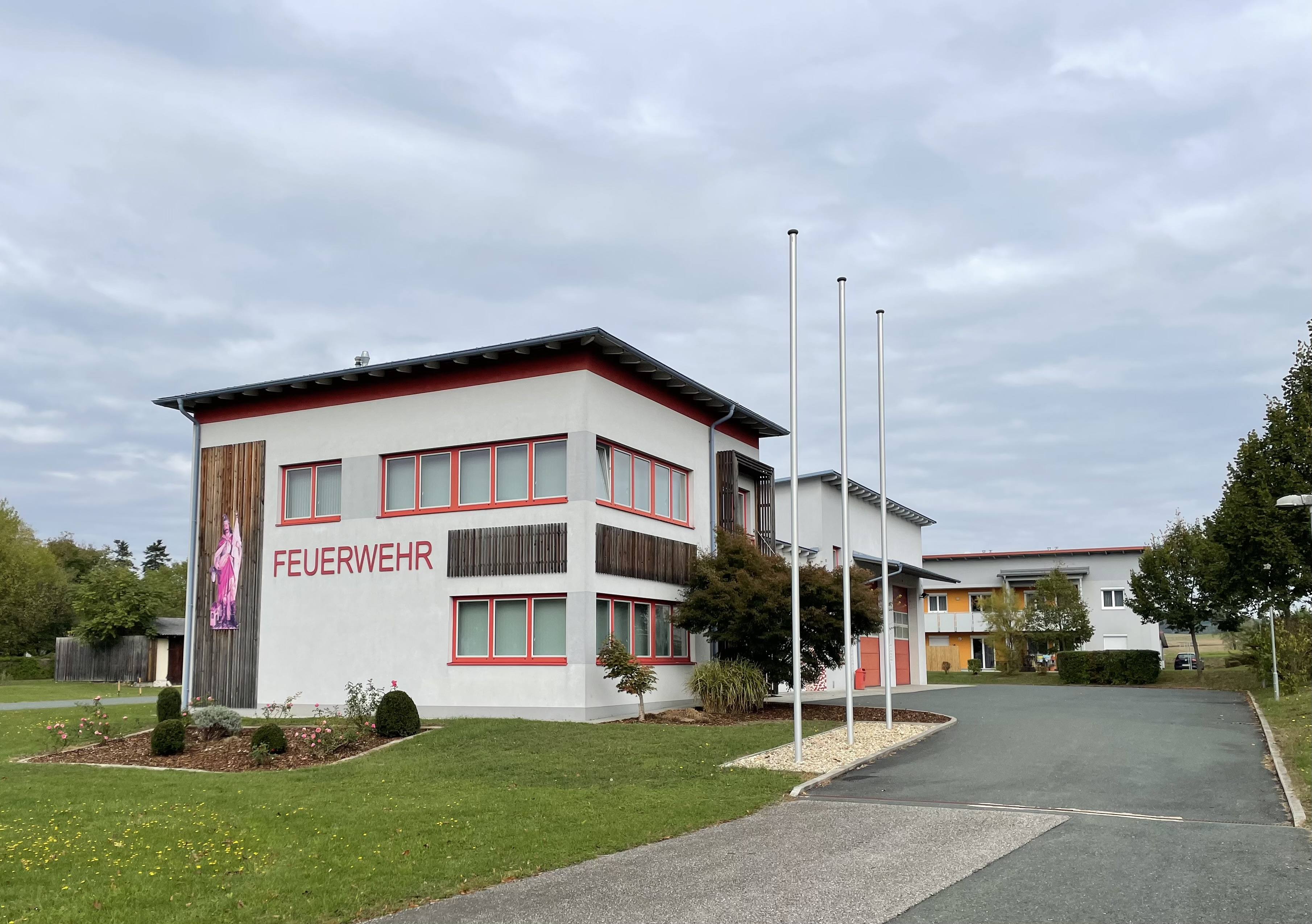
Feuerwehrhaus Deutsch Tschantschendorf

- Kindergarten: Die Caritas Burgenland betreibt einen Kindergarten und einen Hort in Deutsch Tschantschendorf.[6]
- Schule: In der Gemeinde gibt es eine Volksschule.[7]
- Arzt: In Deutsch Tschantschendorf praktiziert ein Arzt.[8]

## Politik

### Gemeinderat
Der Gemeinderat hat 19 Mitglieder.
- Mit den Gemeinderatswahlen im Burgenland 2002 hatte der Gemeinderat folgende Verteilung: 13 ÖVP, und 6 Gemeindeliste.
- Mit den Gemeinderatswahlen im Burgenland 2007 hatte der Gemeinderat folgende Verteilung: 12 ÖVP, 6 SPÖ & U und 1 FPÖ.
- Mit den Gemeinderatswahlen im Burgenland 2012 hatte der Gemeinderat folgende Verteilung: 12 ÖVP, 6 SPÖ & U und 1 FPÖ.
- Mit den Gemeinderatswahlen im Burgenland 2017 hatte der Gemeinderat folgende Verteilung: 11 ÖVP, 4 FPÖ und 4 SPÖ.
- Mit den Gemeinderatswahlen im Burgenland 2022 hat der Gemeinderat folgende Verteilung: 14 ÖVP, 4 SPÖ und 1 FPÖ.

### Bürgermeister
- 2002–2017 Manfred Kertelics (ÖVP)
- seit 2017 Helmut Kopeszki (ÖVP)

## Persönlichkeiten
- Johann Fischl (1900–1996), Professor für Theologie an der Universität Graz